# Vanessa with an F
Vanessa with an F (stilizzato VANESSA WITH AN F) è un singolo del rapper statunitense ItsOkToCry, in collaborazione con Bby Goyard e Shinigami, pubblicato il 7 ottobre 2019 dalla Cleopatra Records e Dimension Gate Music come primo estratto del secondo album in studio Destroy All Monsters!.

## Antefatti
Il 10 maggio 2019, Shinigami ha mostrato uno snippet di un brano intitolato Finesser, in collaborazione con ItsOkToCry, su una storia di Instagram.
Il 29 settembre 2019, ItsOkToCry ha rivelato, oltre alla pubblicazione del nuovo merchandising, che il 7 ottobre (giorno del suo compleanno) avrebbe svelato qualche informazione riguardo al suo nuovo album. Il 3 ottobre, Larry ha annunciato ufficialmente la data d'uscita del singolo Vanessa with an F (precedentemente noto come Finesser), fissata per il 7 ottobre. Quel giorno, il rapper ha pubblicato Vanessa with an F come primo estratto di Destroy All Monsters!.

## Tracce
1. VANESSA WITH AN F – 2:20 (testo: Larry, Bby Goyard, Shinigami – musica: Shinra)

## Formazione

### Musicisti
- ItsOkToCry – voce, testi
- Bby Goyard – voce, testi
- Shinigami – voce, testi

### Produzione
- Shinra – produzione

## Video musicale
L'11 e il 12 ottobre 2019, ItsOkToCry ha chiesto il parere dei fan sui social media riguardo ad un possibile videoclip di Vanessa with an F. Il 14 ottobre, ItsOkToCry rivela che avrebbe pubblicato il video musicale se il suo ultimo post su Instagram avesse raggiunto 15.000 mi piace.